# Liptovské Kľačany
Liptovské Kľačany jsou obec na Slovensku, v okrese Liptovský Mikuláš v Žilinském kraji. Obec se nachází v střední části Liptovskej kotliny pod Nízkými Tatrami v doline Kľačianky.
První písemná zmínka o obci pochází z roku 1256. V obci je římskokatolický kostel svaté Alžběty z roku 1339.